# Sonate K. 6
Pour un article plus général, voir Essercizi per gravicembalo.
La sonate K. 6 (F.522/L.479) en fa majeur est une œuvre pour clavier du compositeur italien Domenico Scarlatti. C'est la sixième sonate du seul recueil publié du vivant de l'auteur, les Essercizi per gravicembalo (1738), qui contient trente numéros.

## Présentation
La sonate en fa majeur, K. 6, est notée Allegro. Ces thèmes sont rythmiquement contrastés, avec une ouverture tout en montée en croches et une descente mélodique de trois octaves en triolets de doubles croches. Le troisième épisode est fait d'accords à deux ou trois sons où viennent virevolter des triolets insistants. La construction se reprend dans sa seconde section.

## Édition

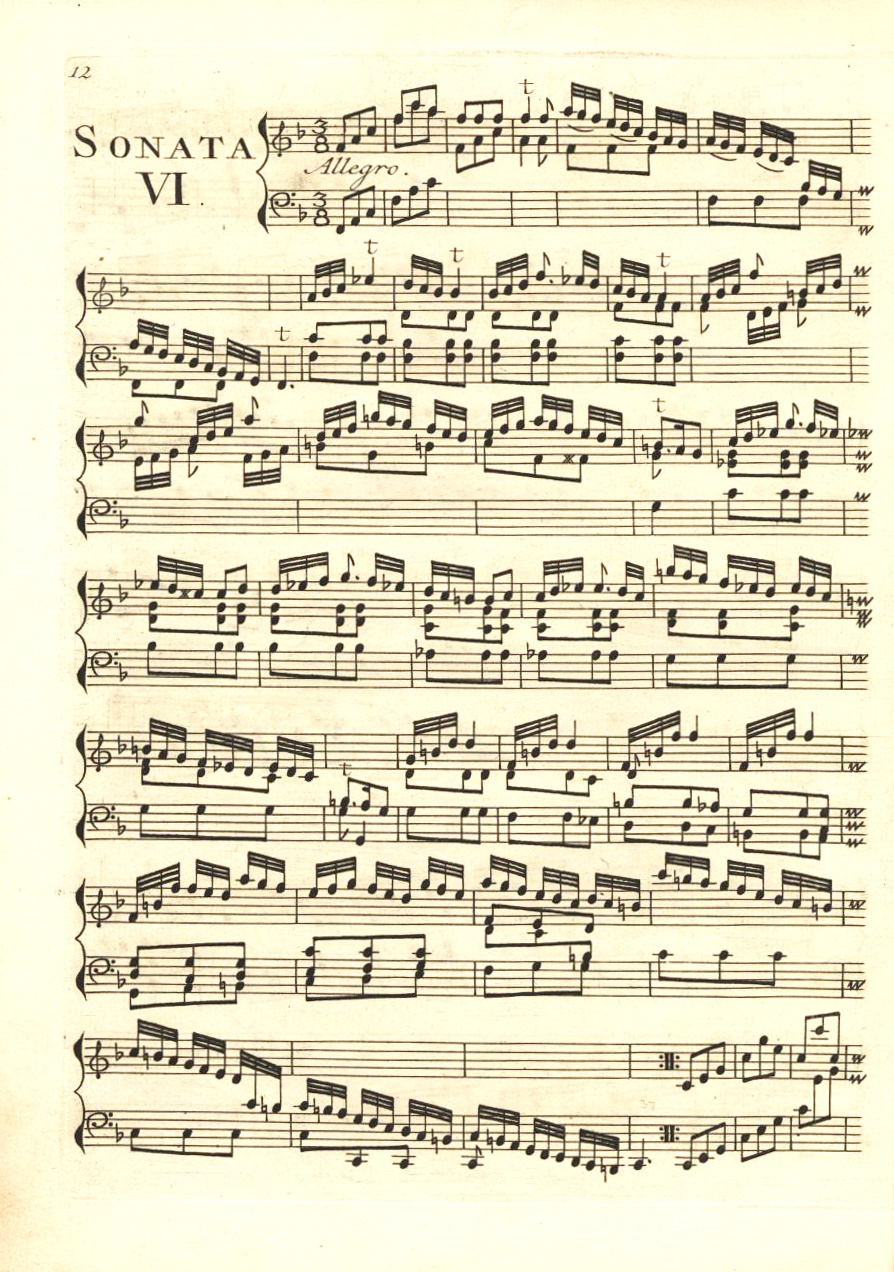
Début de la sonate 6 extraite d'une édition des Essercizi per gravicembalo publiée à Amsterdam en 1742.

L'œuvre est imprimée dans le recueil des Essercizi per gravicembalo publié sans doute à Londres en 1738.

## Interprètes
La sonate K. 6 est interprétée au piano notamment par Alicia de Larrocha (Decca), Mūza Rubackytė (2000, Lyrinx), Carlo Grante (2009, Music & Arts, vol. 1). 
Au clavecin, elle est défendue par Wanda Landowska (1934), Scott Ross (Still, 1976 et Erato, 1985), mais également, Joseph Payne (1990, BIS), Kenneth Weiss (2007, Satirino), Richard Lester (2004, Nimbus, vol. 1), Kenneth Weiss (2007, Satirino), Emilia Fadini (2008, Stradivarius, vol. 11), Jean Rondeau (2018, Erato) et Hank Knox (2021, Leaf Music). 
L'accordéoniste Janne Rättyä l'a enregistrée pour le label Ondine (2014).

## Sources
: document utilisé comme source pour la rédaction de cet article.
- Ralph Kirkpatrick (trad. de l'anglais par Dennis Collins), Domenico Scarlatti, Paris, Lattès, coll. « Musique et Musiciens », 1982 (1re éd. 1953 (en)), 493 p. (OCLC 954954205, BNF 34689181).
- Alain de Chambure, « Domenico Scarlatti : Intégrale des sonates — Scott Ross », p. 172–175, Erato (2564-62092-2), 1985 (OCLC 891183737) .
- François-René Tranchefort (dir.), Guide de la musique de piano et de clavecin, Paris, Fayard, coll. « Les Indispensables de la musique », 1987, 869 p. (ISBN 978-2-213-01639-9, OCLC 17967083), p. 640